# Lothar Mohn

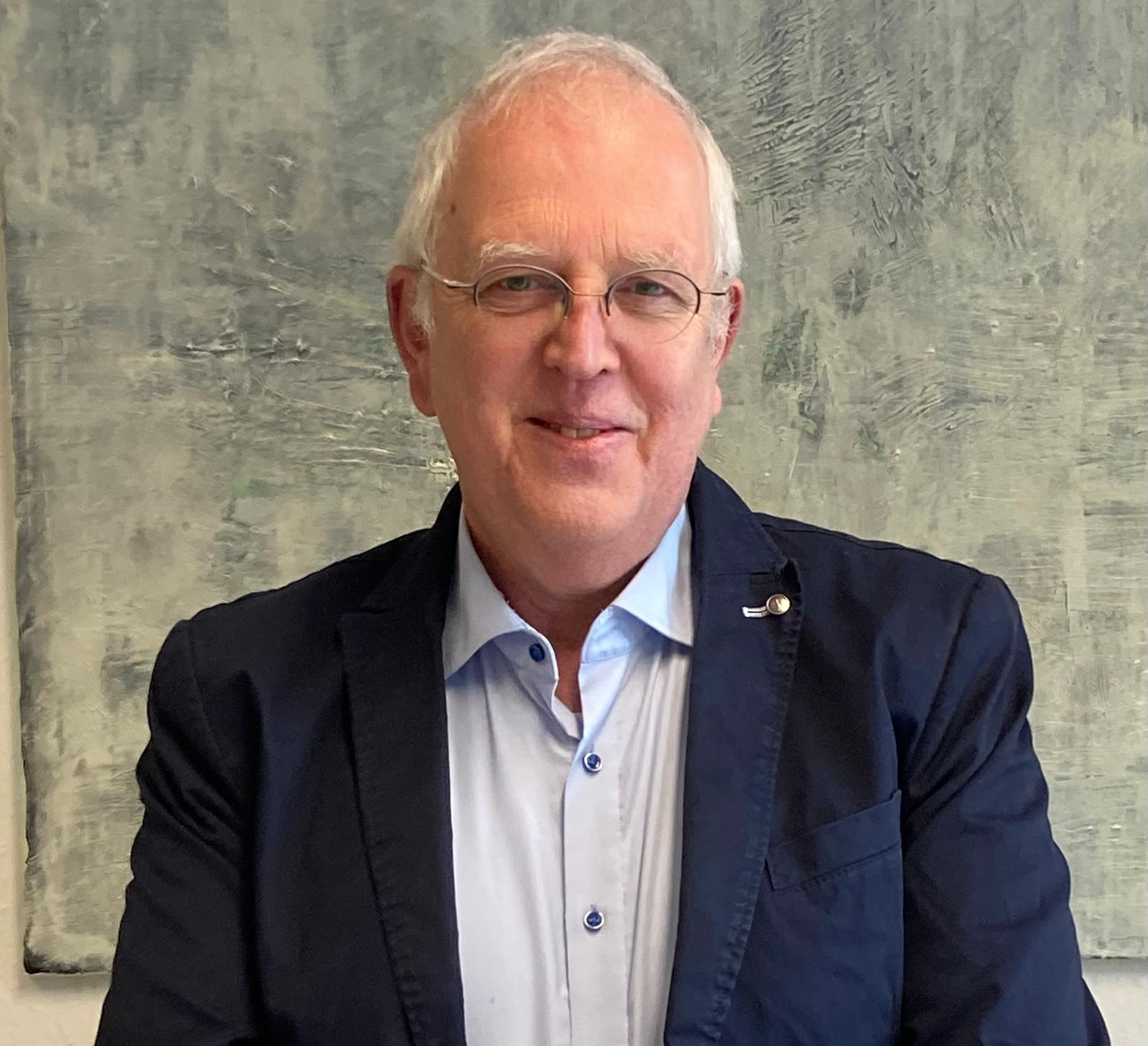
Lothar Mohn (2022)

Lothar Mohn (* 6. November 1954 in Hanau/Main, aufgewachsen in Bruchköbel) ist ein deutscher Kantor, Kirchenmusikdirektor und von 2021 bis 2024 Präsident des niedersächsischen Landesmusikrats.

## Leben
Mohn besuchte die Hohe Landesschule und die Karl-Rehbein-Schule in Hanau. Dort erhielt er auch ersten Orgelunterricht bei KMD Jürgen Hessel und KMD Gerhard Holzner. Erste chorische Erfahrungen sammelte er bei Joachim Carlos Martini (Leiter der Jungen Kantorei) und bei Hans Michael Beuerle. Nach seinem Dienst bei der Bundeswehr studierte er Kirchenmusik an der Hochschule für Kirchenmusik in Herford. Zu seinen Lehrern zählten u. a. Wilhelm Ehmann, Hartmut Ernst, Hermann Iseringhausen, Uwe Karsten Groß, Frauke Haasemann, Gisela Jahn, Johannes H. E. Koch, Mayling Konga, Hans-Jürgen Schnoor, Alexander Völker, Klaus Martin Ziegler. Während des Studiums besuchte Mohn Lehrgänge im Orchesterdirigieren und in Musikalischer Phänomenologie bei Sergiu Celibidache in Trier und Mainz.
In den Jahren 1982 bis 1991 war er Kreiskantor im Kirchenkreis Melle und Kantor an der St.-Petri-Kirche in Melle. Von 1991 bis 2020 war er als Kirchenmusikdirektor für den größten Teil des Sprengels Hannover und als Kantor in der Neustädter Hof- und Stadtkirche St. Johannis Hannover tätig. Dort leitete er die Kantorei St. Johannis, den Handglockenchor Hannover und die Seniorenkantorei Hannover. Aufgrund seiner Initiative finden seit 2006 jährlich Singalong-Veranstaltungen in der Neustädter Kirche statt. Er ist zudem Initiator der Musikstiftung St. Johannis, deren Kuratoriumsvorsitzender er weiterhin ist. In den Jahren 2015 und 2016 leitete er die Stadtkantorei Springe und in den Jahren 2022 bis 2023 die Immanuelkantorei Laatzen. 2024 rief er den überregionalen Kammerchor Gaudete! ins Leben, dessen Leitung er innehat.

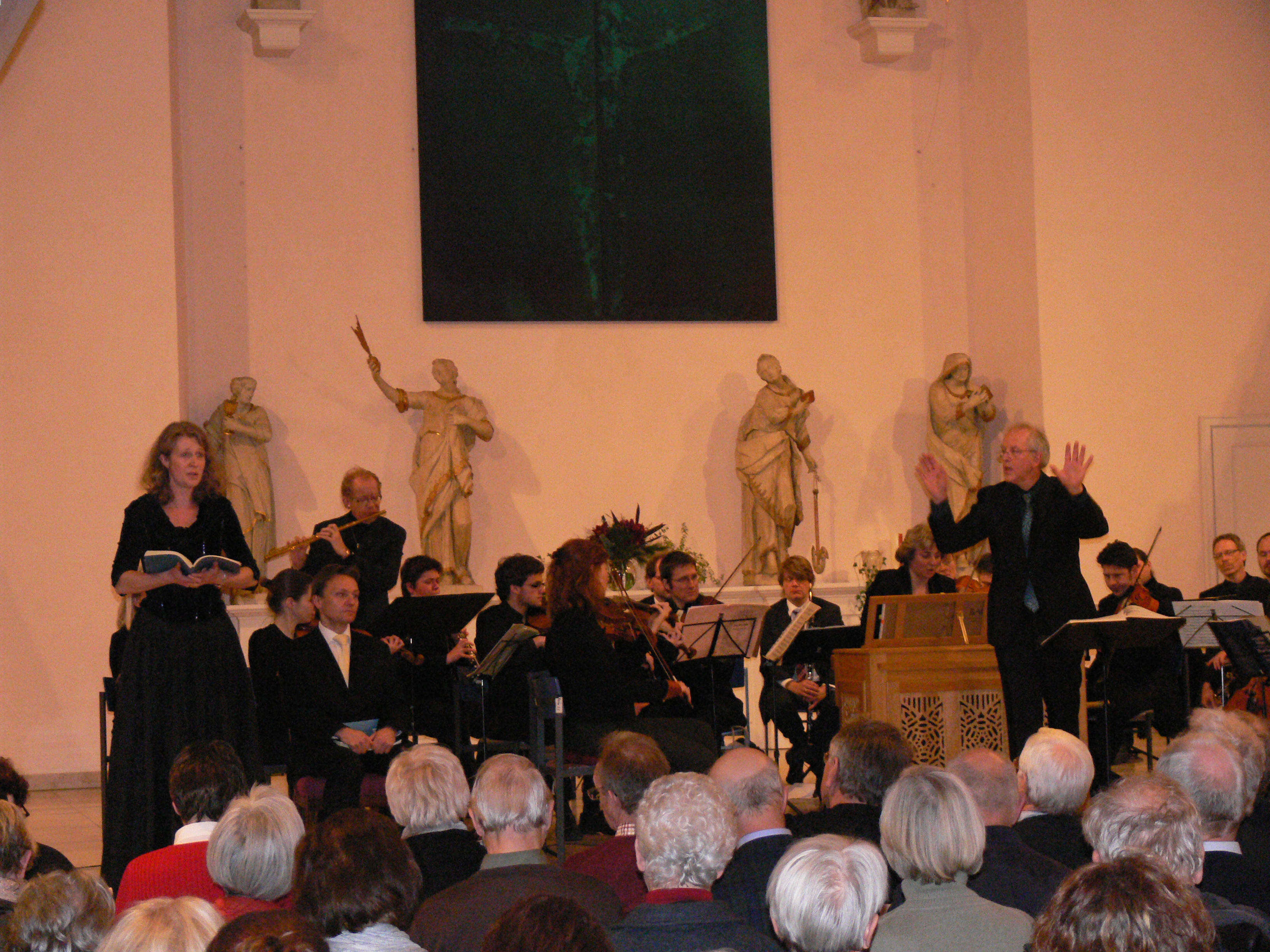
Lothar Mohn als Leiter der Singalong-Veranstaltung 2011 in der Neustädter Hof- und Stadtkirche St. Johannis in Hannover.

In den Jahren 1997 bis 2006 war er Präsident und von 2017 bis 2021 Vizepräsident des Verbandes evangelischer Kirchenmusikerinnen und Kirchenmusiker der Evangelisch-lutherischen Landeskirche Hannovers. Von 2007 bis 2008 war er Präsident des Verbandes evangelischer Kirchenmusiker und Kirchenmusikerinnen in Deutschland und Mitherausgeber der Fachzeitschrift Forum Kirchenmusik. Die Funktion des Spendenbeauftragten für den Förderkreis für kirchenmusikalische Aufbauarbeit hatte er von 2009 bis 2018 inne. Von 2016 bis 2020 hatte er die Position des stellvertretenden Vorsitzenden des Internationalen Kinder- und Jugendchorzentrums Christuskirche Hannover inne.
Im April 2021 wurde Mohn zum Präsidenten des Landesmusikrats von Niedersachsen gewählt. Im Deutschen Musikrat ist Mohn seit 2023 Mitglied des Bundesfachausschusses „Musik in Religionen und Kirchen“.

## Werke (Auswahl)
als Autor
- Gemeinsam mit Werner Mühle, Melle: St. Petri. ISBN 3-7954-5178-7 / ISBN 978-3-7954-5178-3.
- Die Christian-Vater-Orgel in der St.-Petri-Kirche zu Melle in „Der Grönegau“. In: Meller Jahrbuch. Bd. 6, 1988, S. 52–69.
- Ring und Swing – Der Reiz der Handglockenchöre. In: Musik & Kirche März/April 2020, Nr. 2, S. 96–99.

als Herausgeber
- Chorbuch Mendelssohn (Chor & Orgel), Jubiläumsausgabe zum 200. Geburtstag Mendelssohns. Carus-Verlag Stuttgart, CV 4,105, ISMN M-007-09340-2.
- Gott loben – das ist unser Amt. Orgelvorspiele zum Evangelischen Gesangbuch. ISMN M-2007-1651-1.

Tonträger
- Orgellandschaften. Eine musikalische Reise zu 20 Orgeln der Region Hannover. Folge 7, CD-1 Barockkirche in Ilten. NOMINE, Stade 2010.